# António Amaral
Pour les articles homonymes, voir Amaral.
António Amaral, de son nom complet António Jorge Rodrigues Amaral, est un footballeur portugais né le 23 juin 1955 à Lisbonne. Il évoluait au poste de gardien de but.

## Biographie

### En club
Passé par la formation du Benfica Lisbonne, il fait partie de l'équipe première du SU Sintrense qui évolue en deuxième division portugaise lors de la saison 1975-1976,,.
En 1976, il rejoint le CS Marítimo, le club est promu en première division à la fin de la saison. C'est durant la saison 1977-1978 qu'il dispute ses premiers matchs en tant que titulaire,,.
En 1979, il est transféré au Vitória Setúbal, club qu'il représente pendant trois saisons,,.
Il rejoint le FC Porto en 1982. S'il dispute 13 matchs lors de la première saison, il est barré par Zé Beto. Lors de la saison 1983-1984, il ne dispute aucune rencontre ,,.
En 1984-1985, il est joueur du Sporting Farense,,.
Il revient à Porto dès 1985. Il reste gardien remplaçant et ne joue à nouveau aucune rencontre durant son deuxième passage chez les Dragons,,
De 1987 à 1989, il est joueur du FC Penafiel,,
Il est ensuite joueur du Varzim SC durant la saison 1989-1990,,
Amaral garde les cages du RD Águeda en 1990-1991,,
De 1991 à 1993, il est joueur du Louletano DC,,
Il raccroche les crampons après une dernière saison en tant que gardien remplaçant au FC Tirsense,,
Il dispute un total de 159 matchs en première division portugaise,. Au sein des compétitions européennes, il dispute 4 matchs en Coupe UEFA.

### En équipe nationale
International portugais, il reçoit deux sélections en équipe du Portugal en 1981, toutes les deux dans le cadre des qualifications pour la Coupe du monde 1982. Le 14 octobre, il dispute un match contre la Suède (défaite 1-2 à Lisbonne). Le 28 octobre, il joue une rencontre contre Israël (défaite 1-4 à Ramat Gan).

### Entraîneur
Après sa carrière de joueur, il a une carrière d'entraîneur.